# Liste der Museen im Kreis Recklinghausen
Die Liste der Museen im Kreis Recklinghausen beinhaltet Museen, die unter anderem Kunst, Kultur und Naturgeschichte vorstellen.

## Liste der Museen
| Bezeichnung                          | Ort            | Bemerkungen                                                              | Bild |
| ------------------------------------ | -------------- | ------------------------------------------------------------------------ | ---- |
| Skulpturenpark Haus Goldschmieding   | Castrop-Rauxel |                                                                          |      |
| Hermann-Grochtmann-Museum            | Datteln        | ab 2016 für die Volkshochschule umgebaut, seither als Museum geschlossen |      |
| 50er Jahre Museum Datteln            | Datteln        |                                                                          |      |
| Jüdisches Museum Westfalen           | Dorsten        |                                                                          |      |
| Schloss Lembeck mit Heimatmuseum     | Dorsten        |                                                                          |      |
| Tüshaus-Mühle                        | Dorsten        |                                                                          |      |
| Museum der Stadt Gladbeck            | Gladbeck       | Auf dem Gelände des Schlosses Wittringen.                                |      |
| Druckereimuseum in der Stadtbücherei | Haltern am See |                                                                          |      |
| Heimathaus Lippramsdorf              | Haltern am See |                                                                          |      |
| LWL-Römermuseum                      | Haltern am See |                                                                          |      |
| Bergbaumuseum Mühlpforte             | Herten         |                                                                          |      |
| Brauchtum zur Taufe                  | Herten         |                                                                          |      |
| Heimatkabinett im alten Café Oelmann | Herten         |                                                                          |      |
| Maschinenhalle Scherlebeck           | Herten         |                                                                          |      |
| Siebenbürger Heimatstube             | Herten         |                                                                          |      |
| Vestisches Spargelmuseum             | Herten         |                                                                          |      |
| Skulpturenmuseum Glaskasten          | Marl           |                                                                          |      |
| Stadt- und Heimatmuseum Marl         | Marl           |                                                                          |      |
| Ikonenmuseum                         | Recklinghausen |                                                                          |      |
| Kunsthalle Recklinghausen            | Recklinghausen |                                                                          |      |
| Planetenweg der Volkssternwarte      | Recklinghausen |                                                                          |      |
| Postgeschichtliches Museum           | Recklinghausen |                                                                          |      |
| Technikmuseum Strom und Leben        | Recklinghausen |                                                                          |      |
| Vestisches Museum                    | Recklinghausen |                                                                          |      |
| Heimatmuseum Waltrop                 | Waltrop        |                                                                          |      |
| Schiffshebewerk Henrichenburg        | Waltrop        | Teil des dezentralen LWL-Industriemuseums.                               |      |